# Municipio de Harrison (condado de Bartholomew)
El municipio de Harrison (en inglés: Harrison Township) es un municipio ubicado en el condado de Bartholomew en el estado estadounidense de Indiana. En el año 2010 tenía una población de 3823 habitantes y una densidad poblacional de 62,21 personas por km².

## Geografía
El municipio de Harrison se encuentra ubicado en las coordenadas 39°11′19″N 86°2′4″O / 39.18861, -86.03444. Según la Oficina del Censo de los Estados Unidos, el municipio tiene una superficie total de 61.46 km², de la cual 60,55 km² corresponden a tierra firme y (1,48 %) 0,91 km² es agua.

## Demografía
Según el censo de 2010, había 3823 personas residiendo en el municipio de Harrison. La densidad de población era de 62,21 hab./km². De los 3823 habitantes, el municipio de Harrison estaba compuesto por el 95,24 % blancos, el 0,63 % eran afroamericanos, el 0,24 % eran amerindios, el 2,83 % eran asiáticos, el 0,58 % eran de otras razas y el 0,5 % eran de una mezcla de razas. Del total de la población el 1,54 % eran hispanos o latinos de cualquier raza.